# Cumella gibba
Cumella gibba är en kräftdjursart som beskrevs av John Todd Zimmer 1914. Cumella gibba ingår i släktet Cumella och familjen Nannastacidae. Inga underarter finns listade i Catalogue of Life.